# Já Frankie
Já Frankie (v anglickém originále I Am Frankie) je americký dramatický televizní seriál vytvořený Marcelou Citteriovou. Je premiérově vysílán na dětské televizní stanici Nickelodeon od 4. září 2017.
Seriál měl oficiálně premiéru 11. září 2017, avšak pilotní díl byl vydán už dříve a to 4. září 2017. 13. listopadu 2017 bylo oznámeno, že seriál získal druhou řadu. Druhá řada měla speciální premiéru už 11. srpna 2018, nicméně zbývající díly jsou vysílány až od 10. září 2018. Ve druhé řadě se objevily tři nové postavy: Amina Alzouma jako Rachel, Tommi Rose jako Simone a Zachary S. Williams jako Zane.

## Obsazení

### Hlavní role
- Alex Hook jako Frankie/Eliza (1. řada–dosud)
- Uriel Baldesco jako Lucia (1. řada–dosud)
- Armani Barrett jako Byron (1. řada)
- Kristi Beckett jako Makayla (1. řada–dosud)
- Kyson Facer jako Andrew (1. řada–dosud)
- Sophia Forest jako Jenny (1. řada–dosud)
- Mohana Krishnan jako Tammy (1. řada–dosud)
- Jayce Mroz jako Robbie (1. řada)
- Nicole Alyse Nelson jako Dayton (1. řada–dosud)
- Carson Rowland jak Cole (1. řada–dosud)
- J.D. Ballard jako pan Kingston (1. řada–dosud)
- Todd Allen Durkin jako James (1. řada–dosud)
- Joy Kigin as paní Hough (1. řada–dosud)
- Michael Laurino jako Will (1. řada–dosud)
- Carrie Schroeder jako Sigourney (1. řada–dosud)
- Mark Jacobson jako dabér "PEGS1" (1. řada)
- Amina Alzouma jako Rachel (2. řada)
- Zachary S. Williams jako Zane (2. řada)
- Tommi Rose jako Simone (2. řada)
- Jayme Lake jako Cynthia (2. řada)

### Vedlejší role
- Justin Jarzombeck jako John, (1. řada)
- Rachael Thompson jako inženýr Anderson (1. řada)
- J. Scott Browning jako Warpa Tech (2. řada)
- Tracy Wiu jako senior Warpa Tech (2. řada)

### Dabing
1.SÉRIE
V českém znění: Barbora Šedivá - Alex Hook (Frankie), Anežka Saicová - Nicole Alyse Nelson (Dayton), Mariana Franclová - Sophia Forest (Jenny), Petr Gelnar - Michael Laurino (Will), Milada Vaňkátová - Mohana Krishnan (Tammy), Jan Škvor - Mark Jacobson (PEGS1)
Dále v českém znění: Jiří Köhler - Carson Rowland (Cole), Jakub Saic - James D. Ballard (Kingston), Jana Páleníčková - Carrie Schroeder (Sigourney), Martin Sobotka - Todd Allen Durkin (James), Robin Pařík - Armani Barrett (Byron), Jakub Nemčok - Jayce Mroz (Robbie), Jan Köhler - Justin Jarzombek (John), Michal Holán, Ivo Hrbáč, Robert Hájek, Petra Tišnovská, Terezie Taberyová, Kristýna Valová, Jindřich Žampa, Patricie Soukupová, Ivo Novák, Klára Sochorová, Jiří Krejčí
Překlad: Anna Hulcová
Texty písní: Marta Kloučková
Produkce: Magdalena Finnová
Hudební režie: Ondřej Izdný
Dialogy a režie: Magda Landsmannová
Vyrobila Společnost SDI Media v roce 2018
2.SÉRIE
V českém znění: Barbora Šedivá - Alex Hook (Frankie), Anežka Saicová - Nicole Alyse Nelson (Dayton), Mariana Franclová - Sophia Forest (Jenny), Petr Gelnar - Michael Laurino (Will), Milada Vaňkátová - Mohana Krishnan (Tammy)
Dále v českém znění: Jan Škvor - Zachary S. Williams (Zane), Jana Páleníčková - Carrie Schroeder (Sigourney), Martin Sobotka - Todd Allen Durkin (James), Jakub Saic - James D. Ballard (Kingston), Jiří Köhler - Carson Rowland (Cole), Jan Köhler - Justin Jarzombek (John), Petra Tišnovská - Joy Kigin (Houghová), Robin Pařík, Jakub Nemčok, Pavel Šrom, Viktorie Taberyová, Kristýna Valová, Jindřich Žampa, Ivo Novák, Klára Sochorová, Ondřej Balcar, Jiří Krejčí, Zuzana Šimková, Terezie Taberyová
Překlad: Anna Hulcová
Produkce: Magdalena Finnová
Dialogy a režie: Magda Landsmannová
Vyrobila Společnost SDI Media v roce 2018

## Vysílání
| Řada | Díly | Premiéra v USA | Premiéra v USA | Premiéra v ČR (ČT :D) | Premiéra v ČR (ČT :D) | Premiéra v ČR  | Premiéra v ČR      |
| Řada | Díly | První díl      | Poslední díl   | První díl             | Poslední díl          | První díl      | Poslední díl       |
| ---- | ---- | -------------- | -------------- | --------------------- | --------------------- | -------------- | ------------------ |
| 1    | 20   | 11. září 2017  | 6. října 2017  | 13. února 2023        | 10. března 2023       | 1. října 2018  | 26. října 2018     |
| 2    | 22   | 11. srpna 2018 | 4. října 2018  | 13. března 2023       | 11. dubna 2023        | 29. října 2018 | 27. listopadu 2018 |